# Alvito Nunes
Alvito Nunes (†1015) was van 1008 tot 1015 graaf van Portucale (Portugal). Hij zou een afstammeling zijn van de eerste graaf van Portugal, Vimara Peres.
Na de moord op Menendo González in 1008 huwde Alvito Nunes zijn weduwe Tutadona. Hij sneuvelde bij een inval van de Vikingen.
Alvito Nunes werd opgevolgd door zijn zoon Nuno Alvites.